# Massaker von Panzós
Beim Massaker von Panzós wurden am 29. Mai 1978 insgesamt 54 Menschen durch Soldaten der Streitkräfte Guatemalas getötet und mindestens 40 weitere verletzt. Das Massaker geschah während des Bürgerkrieges in Guatemala, der von 1960 bis 1996 dauerte und wahrscheinlich 250.000 Menschenleben forderte. Panzós hat rund 5.000 Einwohner und ist Verwaltungssitz des gleichnamigen Municipios im Südosten des Departamentos Alta Verapaz in Guatemala.

## Vorgeschichte
Panzós liegt im Tal des Río Polochic, der rund vierzig Kilometer weiter östlich in den Izabal-See mündet. Das Polochic-Tal ist seit langer Zeit von Kekchí und Pocomchi besiedelt und diente schon seit der spanischen Conquista als wichtiger Verkehrsweg zwischen der Karibik und dem Hochland.
Ab 1865 ließen sich in zunehmendem Maße deutsche Einwanderer in Alta Verapaz nieder. Die Regierung Guatemalas erleichterte mit dem Decreto 170 (Desamortisation, Redención de Censos) die Enteignung von Landeigentum der Indigenas zu Gunsten deutscher Landwirte durch Versteigerungen von Ejido-Land. Seither konzentrieren sich die wirtschaftlichen Aktivitäten auf Agroexportprodukte, vor allem auf Kaffee, Bananen und Kardamom. Auf dem Ejido-Land wurde zu einem großen Teil Subsistenzwirtschaft betrieben, während auf dem privatisierten Land eine industrialisierte Landwirtschaft stattfand, was einerseits zu einer Eigentumskonzentration führte, andererseits zur Versklavung der alteingesessenen Bevölkerung (Mozos Colonos).
Mit Beginn der Bodenreform von 1952 begannen die Bewohner von Panzós ihren Kampf für Grundeigentum. Die Regierung Jacobo Arbenz Guzmán ließ örtliche Comités Agrarios einrichten, welche 2.300 Hektar an die indigenen Gemeinden überschrieben.
Durch die Gegenreform von 1954 wurde die Mehrheit dieser Grundstücke wieder an ihre bisherigen Eigentümer zurückgegeben. In dieser Zeit wurde Flavio Monzón, vom Movimiento de Liberación Nacional (MLN), Bürgermeister des Municipios. Dieser beherrschte Panzós bis in die 1970er Jahre und nutzte seine Macht, um zum größten Landeigentümer in der Region zu werden.
Anfang 1960er war Panzós ein Einflussgebiet der ersten Guerillagruppen.
1964 organisierten sich mehrere Gemeinden, welche seit Jahrzehnten an den Ufern des Río Polochic siedelten und beantragten Eigentumstitel beim Instituto Nacional de Transformación Agraria (INTA), welches im Oktober 1962 gegründet worden war. Jedoch wurden die Eigentumstitel auf Flavio Monzón ausgestellt. Ein Maya-Landwirt aus Panzós bestätigte, dass Flavio Monzón Unterschriften von älteren Herrschaften sammelte und Eigentumstitel bei der INTA beantragte. Er kehrte zurück und berichtete auf einer Versammlung, dass wegen eines Irrtums der INTA und seiner Rechtsanwälte das Land auf dessen Namen eingetragen wurde. Ein Zeuge, welcher zu den Landeigentümern gehörte, berichtete, das Flavio Monzón dieses Landeigentum an andere Landeigentümer weiterverkauft hatte.
Die Landwirte aus Panzós forderten in den 1970er Jahren weiterhin von der INTA die Regelung ihres Landeigentums und erhielten Rechtsbeistand von der Federación Autónoma Sindical de Guatemala (FASGUA), einer Organisation, welche bei der rechtlichen Durchsetzung von Landeigentumsansprüchen 
von Landwirten half. Jedoch erhielt keiner der Landwirte einen Eigentumstitel. Einige erhielten Versprechungen, andere erhielten vorläufige Titel und weitere erhielten nur die Erlaubnis zur Aussaat. 
1973 lebten im Municipio 25.261 Menschen, davon waren 93 Prozent Kekchí.
1978 wurde einige Kilometer von Panzós entfernt, in Quinich, ein Militärstützpunkt eingerichtet. 
Zu dieser Zeit verbesserte sich das Organisationsniveau der Landwirte durch Komitees, welche die Eintragung der Landtitel forderten, was die Finqueros (Latifundisten) beunruhigte. Einige Latifundisten behaupteten, dass mittellose Bauern aus den Dörfern und Weilern des Municipios private Grundstücke besetzen und Panzós in Unruhe versetzen wollten. Mit dieser Begründung und wegen der mangelnden Präsenz der Policía Nacional beantragten die Latifundisten beim Gouverneur von Alta Vera Paz im Mai 1978 militärischen Schutz. Der Gouverneur ordnete umgehend Maßnahmen gegen jedwede Störung durch Campesinos an. Am 24. Mai 1978 wurde ein Kontingent von etwa 30 Soldaten aus Quinich im Salón Municipal von Panzós stationiert. Als die Presse den Bürgermeister von Panzós über den Grund für die Präsenz der Armee in der Stadt fragte, gab es folgende offizielle Antwort: 
„Es ist, weil viele Leute persönlich darum baten, dass die Armee käme, um auf die Ruhe im Ort zu achten, weil sie erzählten, dass sich hier dreihundert, vierhundert Landwirte bewaffnet hätten ...“
Einige Mitglieder der Comuneros de Panzós fuhren ins Zentrum von Panzós und bekundeten der Presse, dass sie von den Finqueros bedroht worden seien, sie würden durch die in Zacapa stationierten Truppen hinausgeworfen werden, falls sie weiter ihre Landtitel in den Verapaces fordern würden.
Die Regierungstruppen betrachteten die Bauernorganisationen als aktiven Teil der Guerilla. Oberst Valerio Cienfuegos, Kommandeur der nach Panzós verlegten Truppen, sagte der Presse nach dem Massaker: „Es ist bekannt, dass sich die Landwirte regelmäßig in Trainingslagern treffen“.
Am 27. Mai 1978 waren die Bauern der Siedlung San Vicente (Panzós) dabei, Mais auf einer Milpa am Ufer des Río Polochic anzusäen, als einige Soldaten in Begleitung von Söhnen eines Finqueros des Gebietes auftauchten und sie bedrohten; sie sollten ihre Ansprüche auf Land zurückziehen. 
Am 27. Mai wurden auch zwei Bauern aus der Siedlung La Soledad (Panzós) von Regierungstruppen verhaftet und misshandelt. Am selben Tag starb in der Siedlung eine Person, offenbar wegen schwerer Misshandlungen.
Bauern der Siedlung La Soledad und des Dorfes Cahaboncito überreichten ein Schriftstück, welches von FASGUA aufgesetzt worden war, an den Bürgermeister, damit dieser es öffentlich vortragen möge. Im Schreiben beantragteFASGUA beim Bürgermeister Walter Overdick García, zugunsten der Landwirte zu intervenieren und zu versuchen, die von ihnen dargestellten Probleme zu lösen.

## Das Massaker
Am 29. Mai 1978 beschlossen Landwirte aus den Dörfern Cahaboncito, Semococh, Rubetzul, Canguachá, Sepacay, der Finca Moyagua und der Siedlung La Soledad, zur Bekräftigung ihrer Ansprüche auf Land und aus Protest gegen das willkürliche Vorgehen der Finqueros, der örtlichen Behörden und Regierungstruppen zu demonstrieren. 
An diesem Tag liefen hunderte indigener Männer, Frauen, Jungen und Mädchen ins Zentrum von Panzós. Sie trugen Arbeitswerkzeuge, Macheten und Stöcke. Eine teilnehmende Person erklärte: „Die Idee war nicht, sich mit irgendjemanden zu streiten, sondern gefordert wurde die Klärung der Eigentumstitel. Die Leute kamen aus verschiedenen Orten und hatte keine Feuerwaffen.“
Ab 8.00 Uhr füllten Kekchí den zentralen Platz. Der Bürgermeister und seine Mitarbeiter befanden sich im Rathaus und berieten hinter geschlossenen Türen. Einige bewaffnete Soldaten der Regierungstruppen befanden sich an der Tür, weitere Soldaten waren auf dem Dach des Rathauses, auf dem Dach der Kirche und auf der Stadthalle. 
Etwa um 9.00 Uhr beantragten die Landwirte, mit dem Bürgermeister über ihre Probleme mit den Eigentumstiteln zu sprechen. Der Bürgermeister stimmte einem Gespräch zu, aber nur mit vier Vertretern der Gruppe, was jedoch aufgrund des Tumultes der Versammlung nicht verwirklicht werden konnte. Einem Augenzeugen zufolge erklärte ein Regierungssoldat: „Wenn ihr Land wollt, werdet ihr es bekommen, aber auf dem Friedhof“. Er beschuldigte die 
Landwirte auch, von der Guerilla instruiert worden zu sein.
Es gibt verschiedene Versionen über den Beginn der Schießerei. Manche behaupten, dass sie begann, als "Mama Maquín" einen Soldaten stieß, welcher ihr den Weg versperrte; andere behaupten, dass sie begann, weil Demonstranten mit Gewalt versuchten, in das Rathaus einzudringen, was von den Soldaten als Angriff gewertet wurde. Einer der Zeugen behauptete, dass ein Demonstrant einem Soldaten die Waffe abnahm, sie aber nicht benutzte, da er nicht mit ihr umgehen konnte. Einige Zeugen behaupteten, dass ein Soldat sagte: „eins, zwei, drei, Feuer“.
Ein Unteroffizier gab den Befehl, in die Menschenmenge zu schießen.
Die Schüsse waren etwa fünf Minuten lang zu hören. Sie wurden von den Dienstwaffen der Soldaten sowie von drei Maschinengewehren, welche sich am Rand des Platzes befanden, abgegeben.
Die Landwirte ihrerseits verletzten mit ihren Macheten einige Soldaten. Kein Soldat wurde durch eine Feuerwaffe verletzt. Der Platz war danach mit Blut bedeckt. Die Armee sperrte umgehend die wichtigsten Zufahrtsstraßen. Dennoch flohen die Indigenas Zeugenaussagen zufolge in Panik. Ein Militärhubschrauber landete unweit des Geschehens, um verletzte Soldaten zu evakuieren. Örtliches medizinisches Personal kümmerte sich stundenlang um die verletzten Campesinos. Rettungsfahrzeuge aus dem Umland trafen nicht rechtzeitig ein, weswegen zahlreiche Verletzte mit Privatfahrzeugen abtransportiert wurden.
Nach dem Massaker verboten die Soldaten den Zugang zur Plaza. Am Nachmittag wiesen die Behörden des Municipios die Entfernung der Leichen an.
Soldaten warfen sie auf die Ladefläche eines blauen Lastkraftwagens der Municipio-Verwaltung, der sie zu einem nahe gelegenen öffentlichen Friedhof brachte. Mit einem Traktor wurde ein Loch ausgehoben, in welches 34 Leichen gelegt wurden.
Viele Menschen flohen vom Tatort und nahmen in der Siedlung La Soledad Zuflucht, nicht ohne auf dem Weg von Soldaten gejagt und misshandelt zu werden. Einige schwer verletzte Menschen starben auf der Flucht, ihre Leichen wurden später im Straßengraben und im Río Polochic gefunden. Der damalige Bürgermeister von El Estor erklärte, dass an diesem Tag 25 Leichen aus dem Río Polochic geborgen wurden. Auf der Grundlage von Informationen, die die Comisión para el Esclarecimiento Histórico (CEH),
erhielt, wurde festgestellt, dass auf dem Platz in Panzós und bei dem Fluchtversuch insgesamt 53 Personen starben und 47 weitere Personen verletzt wurden. Unter den Opfern befand sich auch Adelina Caal, bekannt als "Mamá Maquín".

## Nach dem Massaker
Panzós blieb nach dem Massaker von der Armee besetzt und die Armeepräsenz wurde noch weiter verstärkt. Mehrere Wochen lang kehrte ein Großteil der örtlichen Bevölkerung nicht die Häuser zurück und versteckte sich in der Wildnis vor der Armee.
Das Massaker erregte in Guatemala und weltweit großes Aufsehen. Am 1. Juni 1978 demonstrierten zahlreiche Menschen in Guatemala-Stadt. Die Demonstration wurde angeführt von der Asociación de Estudiantes Universitarios (AEU). Der Umzug wurde als die Marcha de los Paraguas (Demonstration der Regenschirme) bekannt.
Es wurde der Zugang für eine studentische Kommission, für das Rote Kreuz und die Presse nach Panzós gefordert. Die Presse in Guatemala brachte über mehrere Tage Berichte über das Geschehen auf den ersten Seiten und auch die internationale Presse berichtete zur selben Zeit über das Massaker. Es war Gegenstand zahlreicher Medienberichterstattungen und wissenschaftlicher Untersuchungen.
Nach dem Massaker begannen die Regierungstruppen mit einer gezielten Unterdrückung von Aktivisten, die Land forderten, wie auch gegen Maya-Priester.
Das CEH registrierte für den Zeitraum von 1978 bis 1982 insgesamt 310 weitere Opfer. Dabei handelte es sich um Desaparecidos, von Regierungstruppen außergerichtlich Exekutierten (Ejecucion Extrajudicial, Delikt nach guatemaltekischem Militärstrafrecht) so genannten Comisionados Militares und Patrullas de Autodefensa Civil.
Auch nach dem Massaker wurden täglich Leichen im Río Polochic gesehen. Ein Mitarbeiter eines Entwicklungshilfeprojektes, der im Polochic-Tal zwischen 1978 und 1982 tätig war berichtete später, dass immer wieder Leichen im Polochic trieben. Die Repression durch die Regierung verängstigte und lähmte die Bevölkerung von Panzós. Die Anzahl der Anträge auf Zuweisung von Land sank. Von 1978 bis 1996 fand keine öffentliche Demonstration statt.
Am 29. Mai 1997, 19 Jahre nach dem Massaker, reichte das Comité de Viudas (örtlicher Witwenverband) eine Klage beim Gericht von Panzós ein. Die Opfer von Panzós wurden im September 1997 exhumiert und im Juni 1998 ein Gutachten von der Fundación de Antropología Forense de Guatemala (FAFG) vorgelegt. Im forensischen Gutachten wird von zwei Gräbern mit insgesamt 35 Leichen berichtet. Von diesen konnten zwei identifiziert werden. Das Verteidigungsministerium gab keine Stellungnahmen ab.

## Todesopfer
1. Abelardo Ac Caal
2. Adelina Caal Caal
3. Alfredo Choca
4. Andrés Chub
5. Andrés Rax
6. Antonio Sub
7. Apolonio Tux
8. Bartolome Chub Chun
9. Bartolome Chun Chub
10. Bartolomeo Sacul Chun
11. Domingo Cac
12. Domingo Coc Pérez
13. Domingo Cuc
14. Felix Caal Seb
15. Felix Caal Xo
16. Francisco Choc
17. Francisco Coc
18. Francisco Seb,Ché
19. Francisco Tzalam
20. Hilario Choc Pop
21. José Chen Ac
22. José Coc Pop
23. José Maquin
24. José Xol Coc
25. José Yat Chun
26. Juan Ché
27. Juan Cuz
28. Juan Meza
29. Lorenzo Choc Cuz
30. Manuel Cabral Tzi
31. Marcelino Cuz Choc
32. María Luisa Cabnal
33. Marcos Choc
34. Mena Chun
35. Miguel Cahuec
36. Miguel Quib
37. Norberto Chub Choc
38. Pablo Caal Chun
39. Pablo Cuz Mo
40. Pablo Rax
41. Paulino Cuz Mo
42. Pedro Caal
43. Pedro Maqui
44. Ricardo Bac Chub
45. Roberto Ical Choc
46. Sabina Tuc Xo
47. Sabino Cuz Coc
48. Santiago Choc
49. Santiago Ché
50. Santiago Seb Caal
51. Santiago Seb Ché
52. Tomás Chen Quib
53. Tomás Coc

## Staatliche Anerkennung des Landproblems
Im Juni 1978 wurde von der Regierung eingeräumt, dass das Fehlen einer wirksamen Kontrolle des Immobilienverkehrs zu Problemen geführt habe. Präsident Kjell Eugenio Laugerud García sagte eine Untersuchung zu. 
Auch nach Ende des guatemaltekischen Bürgerkrieges blieb der Eindruck erhalten, dass im Valle del Polochic die Vorherrschaft im Grundstücksverkehr wie vor dem Krieg bei einer Machtgruppe liegt, welche unbeweglich und wenig tolerant ist, traditionell eine reformfeindliche Einstellung hat und aggressiv den Status quo in der Landwirtschaft verteidigt.

## Öffentliche Wahrnehmung des Massakers

### Legitime Verteidigung der Regierungstruppen, die Guerilla ist für das Massaker verantwortlich
Offizielle Version der Regierung wie auch der Regierungstruppen. Präsident Laugerud wies darauf hin, dass es sich um einen Plan zum Sturz der Regierung unter der Patenschaft von Fidel Castro handelte. Die wahren Verantwortlichen für das, was in Panzós geschehen war, sollten bezahlen, seine Regierung verfolge jene, welche die Campesinos indoktrinierten, sie dazu anstachelten, nahe gelegene Grundstücke zu besetzen und sich gegen die Behörden und die Armee zu wenden, auch mit Macheten.

### Verantwortlichkeit der Regierungstruppen
Version der Gewerkschaften und der Bevölkerung.

### Verantwortlichkeit der Finqueros
Version der Landlosen.

### Verantwortlichkeit der INTA
Version des Bürgermeisters, von Landlosen und gewerkschaftlichen Organisationen. Der damalige Bürgermeister von Panzós, Walter Overdick, wies in öffentlichen Stellungnahmen darauf hin, dass die INTA unverantwortlich sei und 15 Jahre Wartezeit auf die Antragsbearbeitung für eine Landzuweisung die Regel sei und am Ende keine Bescheide zugestellt würden.

## Folgen
Die CEH kam nach der Analyse der erhaltenen Informationen zu der Überzeugung, dass die Mitglieder der Regierungstruppen willkürlich 53 Personen exekutiert hatten und in 47 weiteren Fällen Exekutionen versucht hatten, womit das Massaker eine Verletzung des Rechtes auf Leben darstellt.
Die ungelöste Vorgeschichte, der Umstand, dass die zivilen Opfer Kekchí waren, die nicht in einer Guerilla-Bewegung organisiert waren, sondern als Interessengruppe das Ziel der Durchsetzung von Ansprüchen auf Grundbesitz verfolgten, erhöht die politische Verantwortung des Staates Guatemala. Besonders gravierend war die unverhältnismäßige Anwendung von Gewalt durch die Armee, deren Handlungsweise nicht der einer legitimen Selbstverteidigung entsprach, sondern den Interessen der Großgrundbesitzer. Diese Feststellung stützt sich auf mehrere übereinstimmende Indizien zu den Handlungsweisen der Grundeigentümer der Gegend, welche nicht nur die Präsenz der Armee gefordert hatten, sondern auch ein feindliches Umfeld für die Landwirte geschaffen hatten. 
Die Vorgänge zeigen, in welchem Umfang das Fortbestehen von Landeigentumskonflikten und die Unfähigkeit oder der mangelnde Wille zur Lösung durch den Staat zu einem Klima der gesellschaftlichen Instabilität, in diesem Fall einen zwei Jahrzehnte andauernden Terror gegen die Bevölkerung geführt hat.  
Das CEH bedauerte das Fehlen einer Stellungnahme des Verteidigungsministeriums, was einen Widerspruch zum Artikel 10 der Ley de Reconciliación Nacional darstellt.